# Juan Carlos I av Spanien
Juan Carlos I, Juan Carlos Alfonso Víctor María de Borbón y Borbón-Dos Sicilias, född 5 januari 1938 i Rom, Italien, var kung av Spanien och därmed Spaniens statschef mellan 1975 och 2014. Till Juan Carlos titlar hörde kung av Jerusalem, och titulär kejsare av Bysantinska riket.
Han är son till Juan de Borbón y Battenberg av huset Bourbon och Maria de las Mercedes av Bourbon-Sicilien.
Juan Carlos efterträdde Francisco Franco som Spaniens statsöverhuvud två dagar efter dennes bortgång den 20 november 1975 och bidrog positivt till Spaniens demokratiseringsprocess –  exempelvis genom att utlysa demokratiska val och hans agerande under statskuppförsöket 1981.
Den 2 juni 2014 meddelades att Juan Carlos beslutat att abdikera till förmån för sin son Felipe. Juan Carlos avgick som regent vid midnatt den 18–19 juni 2014.

## Bakgrund
Juan Carlos föddes i Rom som son till Juan av Bourbon, greve av Barcelona och till Maria de las Mercedes av Bourbon-Sicilien och sonson till Alfons XIII av Spanien. Han döptes av Eugenio Pacelli (som senare blev påve med namnet Pius XII).
Den framtida kungens uppväxt var i hög grad bestämd av politiska angelägenheter mellan hans far och general Franco. Han flyttade till Spanien 1948 för utbildning, vilket kunde ske efter att fadern övertalat Franco om saken. Han bodde med Franco och skulle skolas i Francos ideologi men hans far fick välja vissa av hans lärare. Han började skolan vid San Sebastián och avslutade den vid San Isidro Institute i Madrid. 1955-1957 genomgick han officersutbildningen i Zaragoza.
1956 blev Juan Carlos yngre bror, den fjortonårige prins Alfonso, dödad av ett vådaskott från en laddad pistol. Förutom Alfonso själv var Juan Carlos den ende som var närvarande vid tillfället, och även om den officiella versionen lyder att Alfonso själv höll i vapnet, finns det de som hävdar att det i stället var Juan Carlos som höll i pistolen och av misstag orsakade sin brors död.
Från 1957 genomgick han utbildning inom marinen och flygvapnet. 1961 tog han examen i statsrätt och internationell rätt, ekonomi och offentlig förvaltning. Därefter bosatte han sig i Zarzuelapalatset.

## Makttillträde
Francisco Franco var inte särskilt angelägen om att återinföra monarkin när han väl hade kommit till makten efter Spanska inbördeskriget. Frågan om vem som skulle efterträda denne diktator på livstid var emellertid tvungen att lösas. Tronarvinge var Juan Carlos far, Juan av Bourbon, prins av Asturien, som var son till den förre kungen, Alfons XIII. Franco var dock mycket misstänksam mot denne, som han ansåg, liberale opponent till Francos eget styre. Därför övervägde Franco att överlåta tronen till Juan Carlos kusin, en trogen francoist, Alfons, hertig av Anjou och Cádiz, som 1972 gifte sig med Francos barnbarn. Juan Carlos började därför använda sitt andranamn som tilltalsnamn, Carlos, för att hävda sitt carlistiska anspråk. Slutligen beslutade sig Franco för att hoppa över en generation, och utnämna Juan Carlos till efterträdare. 1969 utsågs Juan Carlos officiellt till prins av Spanien.
Under åren som "kronprins" utförde Juan Carlos offentliga plikter, och mötte Franco ofta, vilket ledde till att liberaler och republikaner blev mycket ilskna. Offentligt stödde Juan Carlos Francos regim, men under åren som prins av Spanien sammanträffade han också med Francos opposition, de som tvingats i exil. Medan Franco under 1974 och 1975 var för sjuk för att utföra sina plikter, var Juan Carlos ställföreträdande statschef. Den 20 november dog Franco, och samma dag förklarade Cortes Generales Juan Carlos vara kung. Vid en ceremoni den 27 november i Jerónimoskyrkan, Madrid, som ersatte den traditionella kröningen, Den helige andens mässa, uppsteg Juan Carlos på tronen.

## Övergång till konstitutionell monarki
Tämligen snart efter att Juan Carlos blivit kung, återinförde han demokratin i landet, och fick därmed konservativa och falangister emot sig. Han utnämnde Adolfo Suárez till premiärminister. När han 1977 hävde lagen som förbjöd socialistiska och kommunistiska partier, fick han officiell bekräftelse från Spaniens vänsterpolitiker. Spaniens första demokratiska val hölls 15 juni 1977, och året därefter antogs en ny konstitution, som gjorde Juan Carlos till en konstitutionell monark, och han avstod därmed den absoluta makt som han liksom Franco hade haft enligt den förra konstitutionen. Enligt den francoiska konstitutionen var Spanien en "representativ monarki" fast det fanns ingen sittande monark på spanska tronen under Francos styre.
Adolfo Suárez avgick hastigt och oväntat som premiärminister den 29 januari 1981, och vid valet till efterträdare, den 23 februari, försökte 200 militärer i civilgardet under överstelöjtnant Antonio Tejero Molina utföra en statskupp genom att inta parlamentet. Juan Carlos höll ett televiserat tal i sin militäruniform för att visa att han var den riktiga överbefälhavare. I sitt tal motsatte han sig Tejeros kupp. Juan Carlos lyckades också få militärens stöd, varför Tejero gav upp efter 17 timmars ockupation.
När socialisten Felipe González blev premiärminister 1982, upphörde i praktiken Juan Carlos aktiva roll i Spaniens politik.

## Senare tid på tronen
År 1987 blev Juan Carlos den första spanska kungen som besökte Puerto Rico, Spaniens gamla koloni i Karibien.
Han väckte internationell uppmärksamhet vid ett iberoamerikanskt möte i Santiago de Chile i november 2007, då han pekade på Venezuelas president Hugo Chávez och sa "tú" ("du", i stället för att nia), "Varför håller du inte tyst?" ("¿Por qué no te callas?"). Chavez hade då avbrutit den spanske premiärministern José Luis Rodríguez Zapatero medan den senare försvarade sin företrädare och politiska opponent José María Aznar, efter att Chavez kallat denne "fascist" och "mindre mänsklig än en orm".
År 2012 var Juan Carlos på en lyxig elefantjakt i Botswana samtidigt som det fanns ekonomisk nedgång i Spanien. Detta väckte kritik bland spanska folket.

## Efter abdikationen
År 2020 berättade Juan Carlos tidigare älskarinna Corinna zu Sayn-Wittgenstein att hon hade hjälpt kungen att gömma flera miljoner dollar till hemliga bankkonton i Schweiz och Monaco. Dessa pengar var en gåva från Saudiarabien enligt Sayn-Wittgenstein. En spansk domstol började en utredning om saken, och Juan Carlos sade att han skulle samarbeta med myndigheterna. Senare reste han dock till Förenade arabemiraten där han stannade frivilligt i exil. Han återvände till Spanien i maj 2022.

## Familj och privatliv
Juan Carlos gifte sig den 14 maj 1962 i Aten med Sophia av Grekland. Hon tillhörde grekisk-ortodoxa kyrkan, men konverterade till romersk-katolska kyrkan i samband med bröllopet. Paret har två döttrar Elena av Spanien, född 1963, och Kristina Fredrika av Spanien, född 1965. Sonen kung Felipe VI av Spanien, född 1968, är yngst. Han ingick 2004 äktenskap med Letizia Ortiz.
Juan Carlos är dubbel brylling till Carl XVI Gustaf genom att hans far var syssling till båda Carl XVI Gustafs föräldrar.
Ett av kungens fritidsintressen genom åren har varit amatörradio, med anropssignalen EA0JC.

## Anfäder
|               |  |  |  |  |  |  |  |                                               |  |  |  |  |  |  |  |                                   |  |  |  |  |  |  |  | Kung Alfons XII                   |
|               |  |  |  |  |  |  |  |                                               |  |  |  |  |  |  |  |                                   |  |  |  |  |  |  |  |                                   |
|               |  |  |  |  |  |  |  |                                               |  |  |  |  |  |  |  | Kung Alfons XIII                  |  |  |  |  |  |  |  |                                   |
|               |  |  |  |  |  |  |  |                                               |  |  |  |  |  |  |  |                                   |  |  |  |  |  |  |  |                                   |
|               |  |  |  |  |  |  |  |                                               |  |  |  |  |  |  |  |                                   |  |  |  |  |  |  |  | Maria Kristina av Österrike       |
|               |  |  |  |  |  |  |  |                                               |  |  |  |  |  |  |  |                                   |  |  |  |  |  |  |  |                                   |
|               |  |  |  |  |  |  |  | Greve Juan av Barcelona, prins av Spanien     |  |  |  |  |  |  |  |                                   |  |  |  |  |  |  |  |                                   |
|               |  |  |  |  |  |  |  |                                               |  |  |  |  |  |  |  |                                   |  |  |  |  |  |  |  |                                   |
|               |  |  |  |  |  |  |  |                                               |  |  |  |  |  |  |  |                                   |  |  |  |  |  |  |  | Prins Heinrich av Battenberg      |
|               |  |  |  |  |  |  |  |                                               |  |  |  |  |  |  |  |                                   |  |  |  |  |  |  |  |                                   |
|               |  |  |  |  |  |  |  |                                               |  |  |  |  |  |  |  | Victoria Eugenia av Battenberg    |  |  |  |  |  |  |  |                                   |
|               |  |  |  |  |  |  |  |                                               |  |  |  |  |  |  |  |                                   |  |  |  |  |  |  |  |                                   |
|               |  |  |  |  |  |  |  |                                               |  |  |  |  |  |  |  |                                   |  |  |  |  |  |  |  | Beatrice av Storbritannien        |
|               |  |  |  |  |  |  |  |                                               |  |  |  |  |  |  |  |                                   |  |  |  |  |  |  |  |                                   |
| Juan Carlos I |  |  |  |  |  |  |  |                                               |  |  |  |  |  |  |  |                                   |  |  |  |  |  |  |  |                                   |
|               |  |  |  |  |  |  |  |                                               |  |  |  |  |  |  |  |                                   |  |  |  |  |  |  |  | Alfonso, greve av Caserta         |
|               |  |  |  |  |  |  |  |                                               |  |  |  |  |  |  |  |                                   |  |  |  |  |  |  |  |                                   |
|               |  |  |  |  |  |  |  |                                               |  |  |  |  |  |  |  | Carlo av Bourbon-Bägge Sicilierna |  |  |  |  |  |  |  |                                   |
|               |  |  |  |  |  |  |  |                                               |  |  |  |  |  |  |  |                                   |  |  |  |  |  |  |  |                                   |
|               |  |  |  |  |  |  |  |                                               |  |  |  |  |  |  |  |                                   |  |  |  |  |  |  |  | Maria Antonia av Bägge Sicilierna |
|               |  |  |  |  |  |  |  |                                               |  |  |  |  |  |  |  |                                   |  |  |  |  |  |  |  |                                   |
|               |  |  |  |  |  |  |  | Prinsessan Maria Mercedes av Bägge Sicilierna |  |  |  |  |  |  |  |                                   |  |  |  |  |  |  |  |                                   |
|               |  |  |  |  |  |  |  |                                               |  |  |  |  |  |  |  |                                   |  |  |  |  |  |  |  |                                   |
|               |  |  |  |  |  |  |  |                                               |  |  |  |  |  |  |  |                                   |  |  |  |  |  |  |  | Ludvig Filip, greve av Paris      |
|               |  |  |  |  |  |  |  |                                               |  |  |  |  |  |  |  |                                   |  |  |  |  |  |  |  |                                   |
|               |  |  |  |  |  |  |  |                                               |  |  |  |  |  |  |  | Louise av Orléans                 |  |  |  |  |  |  |  |                                   |
|               |  |  |  |  |  |  |  |                                               |  |  |  |  |  |  |  |                                   |  |  |  |  |  |  |  |                                   |
|               |  |  |  |  |  |  |  |                                               |  |  |  |  |  |  |  |                                   |  |  |  |  |  |  |  | Marie Isabelle av Orléans         |
|               |  |  |  |  |  |  |  |                                               |  |  |  |  |  |  |  |                                   |  |  |  |  |  |  |  |                                   |